# Ang Non II
Ang Non II(1739 - août 1779), prince Ang Non II, roi du Cambodge de 1775 à 1779 sous le nom de règne de « Ramathipadi IV ».

## Biographie
Ang Non II est le fils du roi Satha II et le cousin germain du roi Outey II, fils du prince Ang Sor (1707-1753) et de la princesse Peou, la fille du roi Ang Em et de la princesse Maha Kshatriyi, fille aînée de Chey Chettha IV. 
Ang Non II est un ennemi juré du Vietnam. Il met à profit la révolte des Tay Son qui s’étaient emparés de Hué et avaient renversé en 1774 la Dynastie Nguyễn, pour  monter sur le trône du Cambodge avec l’appui du Siam après l’abdication de Outey II. Il refuse son aide au roi Nguyễn Phúc Thuan (Huê Vong) qui est mis à mort par les rebelles en 1776. Ang Non II en profite pour reprendre les provinces de Mytho et de Vinh Long.
Le roi doit déjouer un complot fomenté par son cousin le frère d'Outey, le prince Ang Tan et le mandarin Srey, qui sont exécutés en 1777.
Les frères de Srey se révoltent sous prétexte que le roi se préparait à la guerre contre le royaume du Laos traditionnellement favorable au Cambodge. Le mandarin Mou, gouverneur de Treang chargé de la répression, qui était également un frère des opposants, conclut un accord avec les   Nguyễn qui s’étaient rétablis dans la région de Saïgon.   
Le roi Ang Non II meurt noyé par des agents vietnamiens en août 1779 à Phanom Kamraeng près d’Oudong. Ses quatre fils sont exécutés la même année dans la forteresse de Banthaiphet par ordre du mandarin Mou, gouverneur de Treang et futur régent du royaume. 